# 14 und 1 endlos
14 und 1 endlos (kurz: 14/1 oder 14/1e; im Englischen: Straight Pool) ist eine Disziplin des Poolbillards, bei der mit fünfzehn Objektbällen (die Farbigen) und einem Spielball (die Weiße) auf einem Poolbillardtisch gespielt wird.
Es ist ein Punktespiel, bei dem es darum geht, eine bestimmte Punktzahl zu erreichen. Man darf jeden Objektball versenken und bekommt dafür immer einen Punkt, für ein Foul bekommt man einen Punkt abgezogen. Negative Punkte sind möglich.
Der Name 14 und 1 endlos kommt daher, dass man alle Objektbälle bis auf einen versenkt. Dieser bleibt übrig, und das Rack wird wieder aufgebaut (der Platz auf dem Fußpunkt bleibt frei) und man darf weiterspielen. Dieser letzte Objektball sollte so liegen, dass man anschließend diesen versenken und gleichzeitig das Rack lösen kann, um danach weiterzuspielen.

## Geschichte
Die Entwicklung von Poolbillard (Pocket Billard) im Entstehungsland USA brachte in den 1870er Jahren zunächst das 61-Pool hervor, wobei man die Zahlen auf den Kugeln, welche versenkt wurden, addierte (1 bis 15, zusammen = 120), womit der Spieler, welcher zuerst 61 erreichte, das Spiel gewann. Die ersten US-Pocket-Billard-Meisterschaften 1878 wurden im 61-Pool ausgetragen. Sieger war der Kanadier Cyrille Dion.
In der Weiterentwicklung bildete sich Continuous Pool heraus, welches dem späteren 14/1 bereits sehr ähnlich war: Alle Kugeln hatten die Wertigkeit von einem Punkt – Sieger eines Spiels war der Spieler, welcher am Ende mehr versenkte Kugeln auf seinem Konto hatte. Gespielt wurde auf ein bestimmtes Ausspielziel (Anzahl gewonnener Spiele). Aus taktischen Gründen jedoch geriet diese Variante schnell zu einem rein defensiven Spiel.
Jerome Keogh, mehrfacher Continuous-Pool-Meister, schlug daraufhin vor, die letzte auf dem Tisch verbliebene Kugel dort zu belassen, die restlichen 14 Kugeln wieder im Dreieck aufzubauen und per erfolgreichem Stoß (Versenken der „verbliebenen Kugel“) das Dreieck gleichzeitig mit dem Spielball aufzusprengen, um weiter am Tisch zu verbleiben. Defensives Spiel war weiterhin möglich, doch das Angriffsspiel überwog bei weitem („endloses“ Versenken von Bällen bis zu einem bestimmten Ausspielziel, zum Beispiel 150 Bälle).
14/1 endlos wurde in den USA zum „Champion’s Game“ im Jahre 1912 – und gleichzeitig im selben Jahr in den Status einer Weltmeisterschaft erhoben. Als erster 14/1-Meister ging Edward Ralph in die Geschichte ein.
Die WM 14/1 wurde bis 1990 in den USA ausgetragen, im selben Jahr durch das bis dahin schon länger dominierende 9-Ball als WM-Pool-Variante endgültig abgelöst. Im Jahr 2006 erfuhr 14/1 eine Renaissance. Vor allem durch die Popularität, welche dieser Variante in Europa seit den 1970er Jahren zuteilwurde, kam es zu einer Neuauflage als Weltmeisterschaft. Sie wird seitdem jährlich ausgetragen.

## Regeln
14/1 ist ebenso wie 8-Ball ein Ansagespiel. Das bedeutet, dass man vorher ansagen muss, welche Kugel in welche Tasche gespielt wird, wenn es nicht offensichtlich ist. Das Spiel über Banden und Kombinationen sind laut offiziellem Regelwerk niemals offensichtlich und müssen stets angesagt werden. Wenn man solche Kugeln nicht ansagt, führt das zum Aufnahmeverlust.
Ein Spieler darf weiterspielen, solange er mit einem „korrekten Stoß“ (s. u.) die angesagte Kugel „locht“.
Versenkt ein Spieler in einem regulären Stoß neben der eigentlich angesagten Kugel noch weitere Objektbälle, erhält er einen zusätzlichen Punkt je Kugel.

### Aufbau und Break

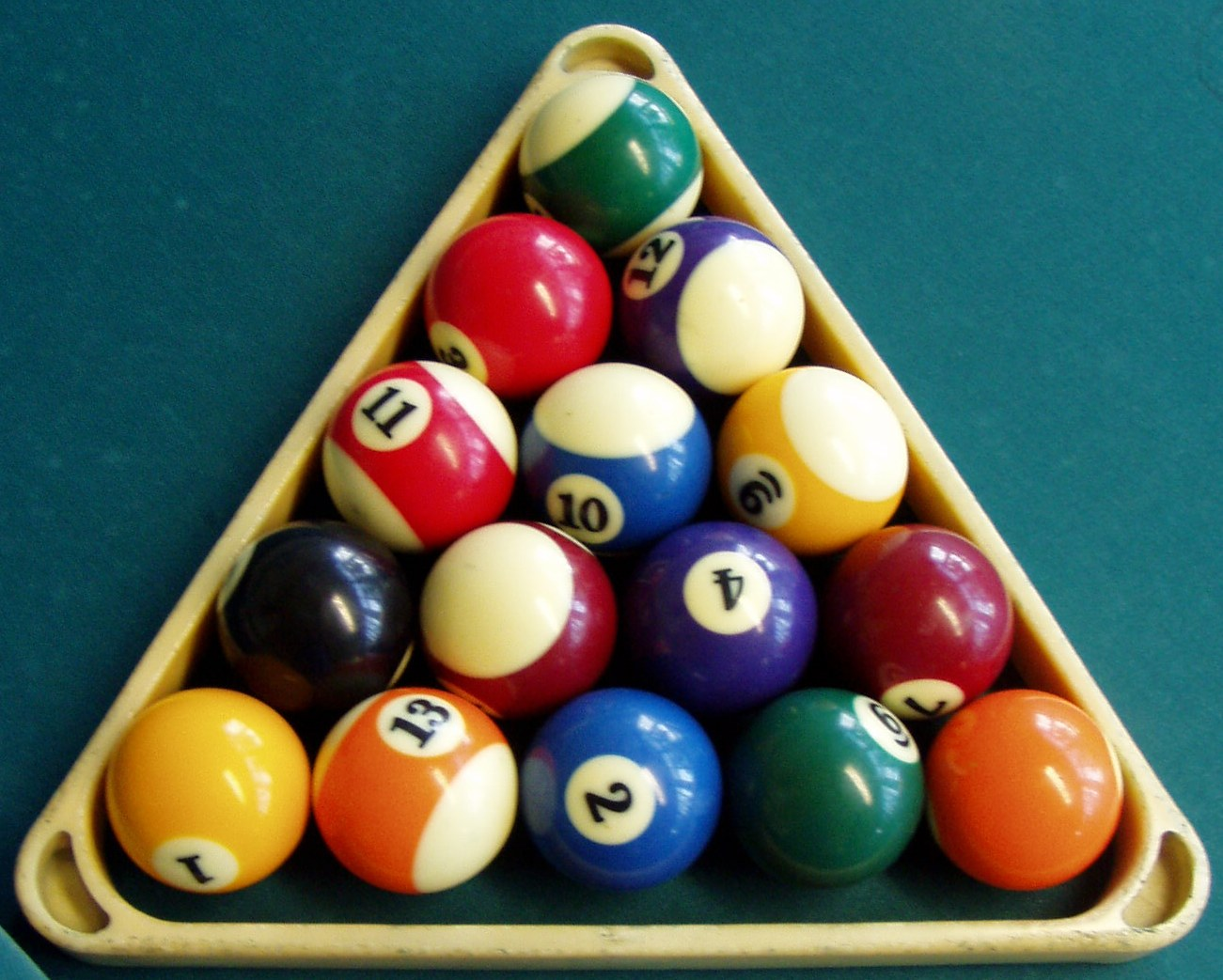
Beispiel für ein 14 und 1 Rack

Die Kugeln werden zu Beginn im Dreieck aufgebaut. Die Anordnung ist frei wählbar, wobei man häufig die 1 an der vom Spieler aus gesehen linken Ecke und die 5 an der vom Spieler aus gesehen rechten Ecke des Dreiecks platziert. Der beginnende Spieler hat das Recht, die Position der „Weißen“ innerhalb des Kopffeldes (oberes Viertel des Tisches) zu wählen.
Beim Anstoß, dem sogenannten Break, müssen mindestens zwei der Objektbälle und die „Weiße“ eine Bande berühren, oder ein Objektball muss (korrekt angesagt) versenkt werden. Ist beides nicht der Fall, erhält der aufnehmende Spieler zwei Strafpunkte und der Gegner kann entweder die Lage übernehmen oder den Neuaufbau einfordern (und hierbei auch über das Anstoßrecht entscheiden). Falls der Gegner verlangt, dass der Spieler einen neuen Eröffnungsstoß ausführt, so ist es immer noch dieselbe Aufnahme.
Die Pflicht, beim 14/1-Break Kugel und Tasche anzusagen, führt in der Praxis oft zu Sicherheitsanstößen. Das Ansagen einer bestimmten Kugel in eine bestimmte Tasche beim Break ist ein Kunststoß.
Fällt bei einem ansonsten korrekten Eröffnungsstoß der Spielball, wird dies als reguläres Foul geahndet und mit einem Minuspunkt bestraft. Der Gegner bekommt in diesem Fall „Ball in Hand“ aus dem Kopffeld heraus, darf aber nur die Objektbälle anspielen, deren Mittelpunkt außerhalb des Kopffeldes liegen, es sei denn, alle auf dem Tisch verbliebenen Objektbälle befinden sich im Kopffeld. Die Objektbälle bleiben unverändert, nicht korrekt versenkte Objektbälle werden jedoch wieder aus der Tasche genommen und am Fußpunkt aufgebaut. Sollte der Fußpunkt besetzt sein, wird die Kugel auf den nächsten freien Platz auf der direkten Linie von Fußpunkt zu Fußbande aufgesetzt.

### Wiederaufbau der Kugeln

Typisches Break 14. und 1. Kugel

Wenn die 14. Kugel versenkt ist, wird die Partie angehalten. Die 14 Objektbälle werden wieder aufgebaut, nur der Platz auf dem Fußpunkt bleibt frei. Der Spieler fährt dann fort, indem er die 15. Kugel (den Breakball) so versenkt, dass die „Weiße“ anschließend in das „Rack“ (die 14 wieder aufgebauten Kugeln) läuft und die Kugeln so löst, dass er eine Fortsetzung hat. Der Spieler muss jedoch nicht zwingend auf den 15. Ball spielen, sondern kann auch eine beliebige Kugel des Racks ansagen oder einen Sicherheitsstoß ausführen.
Liegt der Spielball oder der 15. Objektball vor dem Wiederaufbau des Racks dort, wo normalerweise das Dreieck aufgebaut werden sollte, so werden diese nach folgendem System wieder aufgesetzt:
| Position des 15. Balls                    | Position des Spielballs                        | Position des Spielballs                      | Position des Spielballs                        |
| Position des 15. Balls                    | Im Dreieck                                     | Weder im Dreieck noch auf dem Kopfpunkt      | Auf dem Kopfpunkt                              |
| ----------------------------------------- | ---------------------------------------------- | -------------------------------------------- | ---------------------------------------------- |
| Im Dreieck                                | 15. Ball: Fußpunkt Spielball: Kopffeld         | 15. Ball: Kopfpunkt Spielball: bleibt liegen | 15. Ball: Mittelpunkt Spielball: bleibt liegen |
| versenkt                                  | 15. Ball: Fußpunkt Spielball: Kopffeld         | 15. Ball: Fußpunkt Spielball: bleibt liegen  | 15. Ball: Fußpunkt Spielball: bleibt liegen    |
| Im Kopffeld, aber nicht auf dem Kopfpunkt | 15. Ball: bleibt liegen Spielball: Kopfpunkt   |                                              |                                                |
| Weder im Kopffeld noch im Dreieck         | 15. Ball: bleibt liegen Spielball: Kopffeld    |                                              |                                                |
| Auf dem Kopfpunkt                         | 15. Ball: bleibt liegen Spielball: Mittelpunkt |                                              |                                                |

### Korrekter Stoß
Für einen korrekten Stoß reicht es aus, einen beliebigen Objektball auf dem Tisch anzuspielen und nach der Kollision mit einer beliebigen Kugel mindestens eine Bande anzulaufen bzw. zu lochen.

### Foul
Ein Foul liegt vor, wenn:
- die „Weiße“ versenkt wird;
- die „Weiße“ keinen Objektball berührt;
- nach der ersten Kollision keine Kugel eine Bande berührt oder versenkt wird;
- eine Kugel vom Tisch fällt (oder auf der Bande liegenbleibt);
- eine Kugel mit dem Queue berührt oder verschoben wird;
- der Spieler mit dem Körper oder mit der Kleidung eine Kugel berührt.

Sollten in einem Stoß mehrere Fouls begangen werden, wird dies trotzdem nur als ein Foul gewertet.
Bleibt die „Weiße“ oder eine andere Kugel direkt auf dem Rand (auf der Bande) des Tisches liegen, liegt ebenfalls ein Foul vor. Die Kugel gilt dann als „vom Tisch gefallen“, da die Banden nicht zur Spielfläche gehören, sondern diese lediglich abgrenzen. Rollt eine Kugel jedoch kurzzeitig über die Bande und kommt wieder auf die Spielfläche zurück, ist der Stoß korrekt.
Fallen nur unangesagte Objektbälle, werden sie wieder aufgesetzt. Es erfolgt keine Bestrafung.

### Wertung
Das Abziehen von Punkten kann zu einem negativen Punktestand führen (−1, −2, −15 etc.).
Versenkt ein Spieler einen Objektball und begeht dabei ein Foul, so wird dieser wieder aufgesetzt, ohne zu zählen, und ein Punkt wird vom Punktestand abgezogen, den er vor dem Stoß hatte.
Begeht ein Spieler 3 Fouls in Folge oder ein absichtliches Foul, erhält er 15 Strafpunkte zusätzlich. Als absichtliches Foul im Sinne dieser Regel zählt z. B. das bewusste Hindern einer Kugel beim Fall durch Aufhalten mit der Hand o. ä. – taktische Fouls wie z. B. das absichtliche Verfehlen des Pulks sind jedoch Bestandteil des Spiels und zählen demnach nur einen Strafpunkt.

## Höchste Serie
Den offiziellen Rekord für die höchste Serie im 14 und 1 hält Jayson Shaw aus Schottland mit 669 Kugeln (2022). Zuvor war der US-Amerikaner John Schmidt mit einer Serie von 626 Kugeln am Stück Rekordinhaber (Mai 2019), der den über 50 Jahre alten Rekord von Willie Mosconi überboten hatte (526 Kugeln, März 1954).

## Weltmeisterschaft
- WPA-14-und-1-endlos-Weltmeisterschaft